# Девушки исчезают
Девушки исчезают — американский фильм ужасов, слэшер 1984 года режиссёра Роберта Деубела. Премьера фильма состоялась 20 июня 1984 года.

## Сюжет
В дежурное отделение психиатрической лечебницы ночью поступает сигнал вызова от одного из пациентов из его палаты. Дежурная медсестра приходит в палату на вызов и становится свидетельницей повешения пациента. После было принято решение похоронить пациента, причём ночью, для чего были вызваны двое мужчин. Во время похорон на кладбище некто убивает двух мужчин.
А в это время в небольшом городке Дьюит местная баскетбольная команда становится победителем каких-то соревнований. По случаю этих событий устраивается большая вечеринка, которая должна закончиться ставшей уже традиционной игрой под названием Scavenger Hunt. В это время в другом месте человек, который исполнял роль талисмана баскетбольной команды в виде большого медведя, успел только помыться как услышал стук в дверь. Открыв дверь человек впустил знакомого человека, но тот исполосовал его ножом. Убийца забрал костюм медведя и ушёл.
А сама вечеринка в это время уже закончилась и началась та самая игра. Исходя из правил игры группа девушек должна бродить по самым различным местам с целью поиска определённых ключей, которые должны привести их к некому призу. Действиями девушек руководит сотрудник местного радио, который направляет их движение. Вскоре поучаствовать в игре решил убийца в костюме медведя. При этом при убийстве очередной девушки он звонит на радио и сообщает о своей следующей жертве.

## В ролях
- Джулия Монтгомери — Линн Коннорс
- Джеймс Кэрролл — Тедди Рэтлифф
- Сюзанна Барнс — Дон Соренсон
- Рутанья Алда — Барни / Кэти Кавано
- Хэл Холбрук — Джим Маквей
- Эл Макгуайр — тренер Кимбл
- Лорен-Мари Тейлор — Шейла Робинсон
- Дэвид Холбрук — Майк Прайор
- Лора Саммер — Джейн
- Март МакЧесни — Пит «Маньяк» Кризаняк
- Кэррик Гленн — Кэти
- Джон Дидрихсен — Ральф Боствик
- Лоис Роббинс — Лесли Петерсон
- Мэтью Данн — Майкл Бенсон
- Сьюзан Питтс — Триш
- Пол Кристи — танцор
- Грегори Салата — Хаген
- Тони Шульц — Бад Ремингтон
- Ларри Минц — Чарли Кайзер
- Ричард Брайт — детектив Гринспен
- Кевин Малви — сержант Паркер
- Ричард Войтс — Дин Кемпер

## Художественные особенности
Преступник в фильме совершает свои убийства в костюме медведя, а орудием их совершения служит специально созданное им приспособление, которое состоит из нескольких соединённых вместе ножей, способных в определённый момент появляться из лапы его костюма.
Как таковые убийства в фильме не слишком визуализируются: зритель может видеть лишь действия, направленные на совершение убийства, и их результат. Также в фильме, что в общем нехарактерно для подростковых слэшеров, почти отсутствует «обнажёнка».